# HMS Warspite (S103)
El HMS Warspite (S103) fue un submarino nuclear de la Marina Real británica. Fue el segundo (y último) de la clase Valiant. Después de entrar en servicio en 1967, chocó contra un submarino soviético al año siguiente. Un fallo mecánica asociado con el reactor nuclear del submarino en 1991 provocó que el barco quedara amarrado en HMNB Devonport, donde espera su eliminación.

## Historial operativo
El segundo submarino de la clase Valiant, que se llamó Warspite, se ordenó al astillero Barrow de Vickers-Armstrong el 12 de diciembre de 1962 y se colocó el 10 de diciembre de 1963. Fue botado el 25 de septiembre de 1965 por Mary Wilson, la esposa del entonces primer ministro británico Harold Wilson, y entró en servicio el 18 de abril de 1967.
En octubre de 1968, mientras seguía a un barco soviético identificado como un submarino de clase Echo II , Warspite chocó con la popa y las hélices de ese barco. Warspite sufrió daños en su aleta, pero después de salir a la superficie para inspeccionar los daños, pudo sumergirse y regresar a casa, y luego navegar a Barrow para las reparaciones adecuadas. El 2 de mayo de 1976, Warspite estaba junto a Liverpool, cuando sufrió un incendio en la sala de su generador diésel, en uno de los incidentes más graves que han sufrido los submarinos nucleares de la Royal Navy. El fuego llenó el extremo de popa del submarino con humo denso, lo que hizo muy difícil para la tripulación del submarino monitorear el estado del reactor, y el oficial al mando de Warspite consideró hundir el submarino en caso de que se produjera un accidente del reactor. El fuego finalmente se extinguió con la ayuda de bomberos civiles de la Brigada de Bomberos de Liverpool después de 41⁄2 horas. El Oficial de Ingeniería Marina del submarino, el Capitán de Corbeta Tim Cannon, recibió la Medalla de la Reina por su valentía por su papel en la respuesta al incendio.

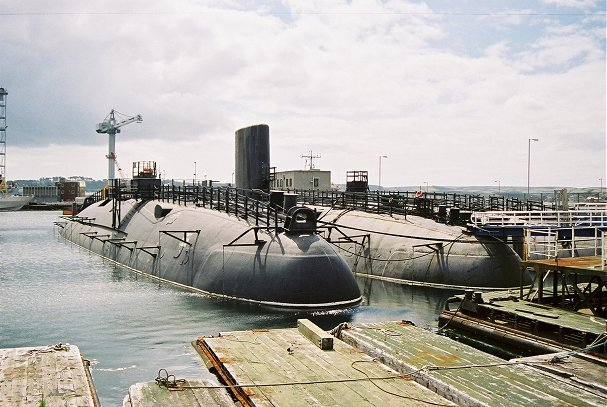
Warspite (izquierda) y Conqueror (centro) con Valiant (atrás) en Devonport Navy Days el 26 de agosto de 2006

El Warspite se sometió a una reparación de dos años, que estaba a punto de finalizar justo cuando comenzó la Guerra de las Malvinas contra Argentina. Después de que terminó la guerra, realizó una patrulla sin precedentes alrededor de las Islas Malvinas y la costa argentina. Warspite llevó a cabo la patrulla submarina sumergida de mayor duración hecha pública desde las fechas del 25 de noviembre de 1982 al 15 de marzo de 1983. Pasó un total de 111 días sumergido y sin apoyo, cubriendo 57.085 km (30.823 nmi; 35.471 mi).
El submarino fue dado de baja debido a un fallo mecánico asociado con el reactor nuclear en 1991. Operaba principalmente desde HMNB Clyde, en Faslane (la antigua base de submarinos de Clyde) con el Tercer Escuadrón de Submarinos. Su casco y reactor están actualmente a flote en Devonport Dockyard, Plymouth hasta que las instalaciones estén disponibles para el almacenamiento a largo plazo de sus componentes radiactivos.
Los comandantes notables de este buque incluyen a Sandy Woodward. Woodward pasó a comandar el grupo de batalla del Conflicto de las Malvinas, se convirtió en Comandante en Jefe del Comando Nacional Naval y ascendió al rango de almirante.